# Grube Bergmännische Freiheit
Die Grube Bergmännische Freiheit  ist eine ehemalige Galmei-Grube des Bensberger Erzreviers in Bergisch Gladbach. Das Gelände gehört zum Stadtteil Stadtmitte.

## Geschichte
Aufgrund eines Mutungsgesuchs vom 13. Februar 1848 erfolgte die Verleihung des Grubenfeldes am 19. Oktober 1848  mit dem Namen Bergmännische Freiheit auf Galmei. In einem Befahrungsprotokoll vom 11. August 1853 werden ein tiefer Stollen und ein Schacht „am Heidkamp“ erwähnt. Hier hatte man Probleme mit starken Wassereinbrüchen. 1856 bis 1860 kam der Betrieb vorläufig zum Erliegen. Über die weiteren Betriebstätigkeiten der Grube ist nichts bekannt.

## Lage und Relikte
Das Grubenfeld Bergmännische Freiheit zog sich von der Schnabelsmühle in gerader Linie über den Quirlsberg in östlicher Richtung bis nach Unterhombach. Der Hauptbetrieb hat östlich im Anschluss an den heutigen Parkplatz an der Schnabelsmühle stattgefunden. Alle Spuren des früheren Bergbaus sind durch Bebauungsmaßnahmen verloren gegangen.  